# Xanthosia dissecta
Xanthosia dissecta är en flockblommig växtart som beskrevs av Joseph Dalton Hooker. Xanthosia dissecta ingår i släktet Xanthosia och familjen flockblommiga växter. Inga underarter finns listade i Catalogue of Life.